# Brassica
Brassica es un género de plantas de la familia Brassicaceae. 
Este género se destaca por incluir muchas especies cultivadas importantes en la agricultura. Incluye varias malezas, tanto taxa salvajes como de escapes del cultivo. Hay más de treinta especies silvestres e híbridos, y numerosos cultivares adicionales e híbridos de origen cultivado, como la coliflor y el brócoli. Muchas son anuales o bienales, y algunas son pequeños arbustos.

## Descripción
Son plantas herbáceas anuales o raramente bianuales, glabras o con tricomas simples, tallos erectos, generalmente ramificados. Hojas basales pecioladas, enteras a liradamente pinnatífidas con los lobos laterales más pequeños que el lobo terminal, hojas superiores cortamente pecioladas a sésiles, a veces auriculadas o amplexicaules, enteras, dentadas o lobadas. Sépalos erectos o ascendentes, raramente patentes, oblongos u ovados, el par interior generalmente sacciforme en la base; pétalos unguiculados, obovados, generalmente amarillos, raramente blancos o rosados; estambres tetradínamos; estigma capitado o bilobado. Silicuas angosta a ampliamente lineares, teretes o a veces comprimidas paralelamente al septo, raramente 4-anguladas, rostro cónico o cilíndrico, largo o corto, estilo conspicuo; semillas uniseriadas o raramente biseriadas, globosas a muy ligeramente comprimidas, sin alas, cotiledones conduplicados.

## Distribución
El género es nativo del oeste de Europa, del clima mediterráneo y de las regiones templadas de Asia. Además de las especies cultivadas, que se producen mundialmente, muchas de las especies silvestres son malezas, especialmente en Norteamérica, Sudamérica y Australia.

## Usos
En algunas especies, casi todas las partes son comestibles, incluida la raíz (colinabo, Brassica rapa), los tallos (kohlrabi), las hojas (repollo, col de Bruselas), las flores (coliflor, brócoli), las semillas (mostaza y la colza Brassica napus).
Algunas formas con follaje blanco o púrpura o cabezas florales se usan para ornamentar.

## Ecología
Las especies de Brassica son consumidas por la larva de varias especies de lepidópteros. 
Debido a su importancia agrícola, las brassica tienen mucho interés científico. Las estrechas relaciones entre seis especies particularmente importantes (Brassica carinata, B. juncea, B. oleracea, B. napus, B. nigra y B. rapa) se describen en la teoría del Triángulo de U.

## Taxonomía
El género fue descrito por Carlos Linneo y publicado en Species Plantarum 2: 666. 1753.

## Especies
De los casi 1000 taxones descritos, solo unas 40 especies y unos 80 taxones infraespecíficos son considerados válidos y aceptados. Prácticamente todos los otros son meros sinónimos. La siguiente es una lista abreviada, con énfasis en la importancia económica.
- Brassica carinata, mostaza de Abisinia (Abyssinian cabbage)
- Brassica cretica, brécol
- Brassica elongata, mostaza larga
- Brassica fruticulosa, repollo mediterráneo
- Brassica juncea, mostaza india, mostaza marrón y de hoja (brown and leaf mustards), mostaza Sarepta.
- Brassica napus, colza, raps, nabicol,[4] nabina,[4] nabo[4] o canola
  - Brassica napus (var. napobrassica), o Brassica napobrassica, colinabo, nabicol o rutabaga.
- Brassica narinosa
- Brassica nigra, mostaza negra
- Brassica oleracea, asa de cántaro,[4] berza,[4] col,[4] brecoleras y bretones,[4] coliflor,[4] colinaba,[4] colinabo, llanta,[4] lombarda,[4] repollo[4]
  - Brassica oleracea convar. acephala var. sabellica'', col verde o crespa, kale
  - Brassica oleracea var. botrytis, coliflor
  - Brassica oleracea var. gemmifera, col de Bruselas
  - Brassica oleracea italica, brócoli
- Brassica pekinensis, col china
- Brassica perviridis, tender green (verde tierno), mustard spinach (espinaca mostaza)
- Brassica rapa, colza común,[4] grelos, nabilla,[4] nabina,[4] nabo, komatsuna
- Brassica rupestris
- Brassica septiceps, Seventop Turnip
- Brassica tournefortii, mostaza asiática

### Nombres obsoletos
- B. kaber (mostaza salvaje o Charlock): ver Sinapis arvensis
- B. alba o B. hirta (mostaza blanca o amarilla): ver Sinapis alba